# Bezděz (ort)
Bezděz är en ort i Tjeckien. Den ligger i den centrala delen av landet, 50 km norr om huvudstaden Prag. Bezděz ligger 400 meter över havet och antalet invånare är 275.
Terrängen runt Bezděz är huvudsakligen platt. Bezděz ligger uppe på en höjd. Runt Bezděz är det ganska tätbefolkat, med 52 invånare per kvadratkilometer. Närmaste större samhälle är Mladá Boleslav, 18,6 km sydost om Bezděz. Trakten runt Bezděz består till största delen av jordbruksmark.